# Palais Blanka (Varsovie)
Le palais des Primats (en polonais Pałac Prymasowski w Warszawie) est un palais construit au XVIIIe siècle. Il est situé au n°14 rue Senatorska, dans l'arrondissement de Śródmieście (Centre-ville) à Varsovie.